# 联合乡站
联合乡站（彝文时刻表上站名写作ꆀꉼꑣ/nip hop xie）是一个成昆线上的铁路车站，位于四川省凉山彝族自治州喜德县且拖乡，建于1970年，目前为四等站，邮政编码为616755。目前客运：办理旅客乘降；不办理行李、包裹托运；货运：办理整车货物发到。

## 灾害
联合乡站地处软弱红层，容易发生自然灾害。1970年联合乡1号沟及2号沟发生泥石流灾害，造成车站北掩埋；1973年7月19日，石头沟（联合乡2号沟）发生泥石流，约2000立方米的沙石淤埋车站，造成线路中断7小时:56；1983年联合乡3号沟发生泥石流，车站再次被掩埋。